# The Storm (film fra 2007)
|  | Denne artikel er oprettet af botten Steenthbot ud fra en ekstern database. Den kan derfor have sproglige fejl eller mangler. Denne skabelon kan fjernes efter kontrol af indholdet. |

 For alternative betydninger, se The Storm. (Se også artikler, som begynder med The Storm)
The Storm er en dansk kortfilm fra 2007 instrueret af Adina Istrate efter eget manuskript.

## Medvirkende
- Ingeborg Topsøe, Alice
- Julia í Kálvalíð, Maria